# چوب تراشه‌های موازی

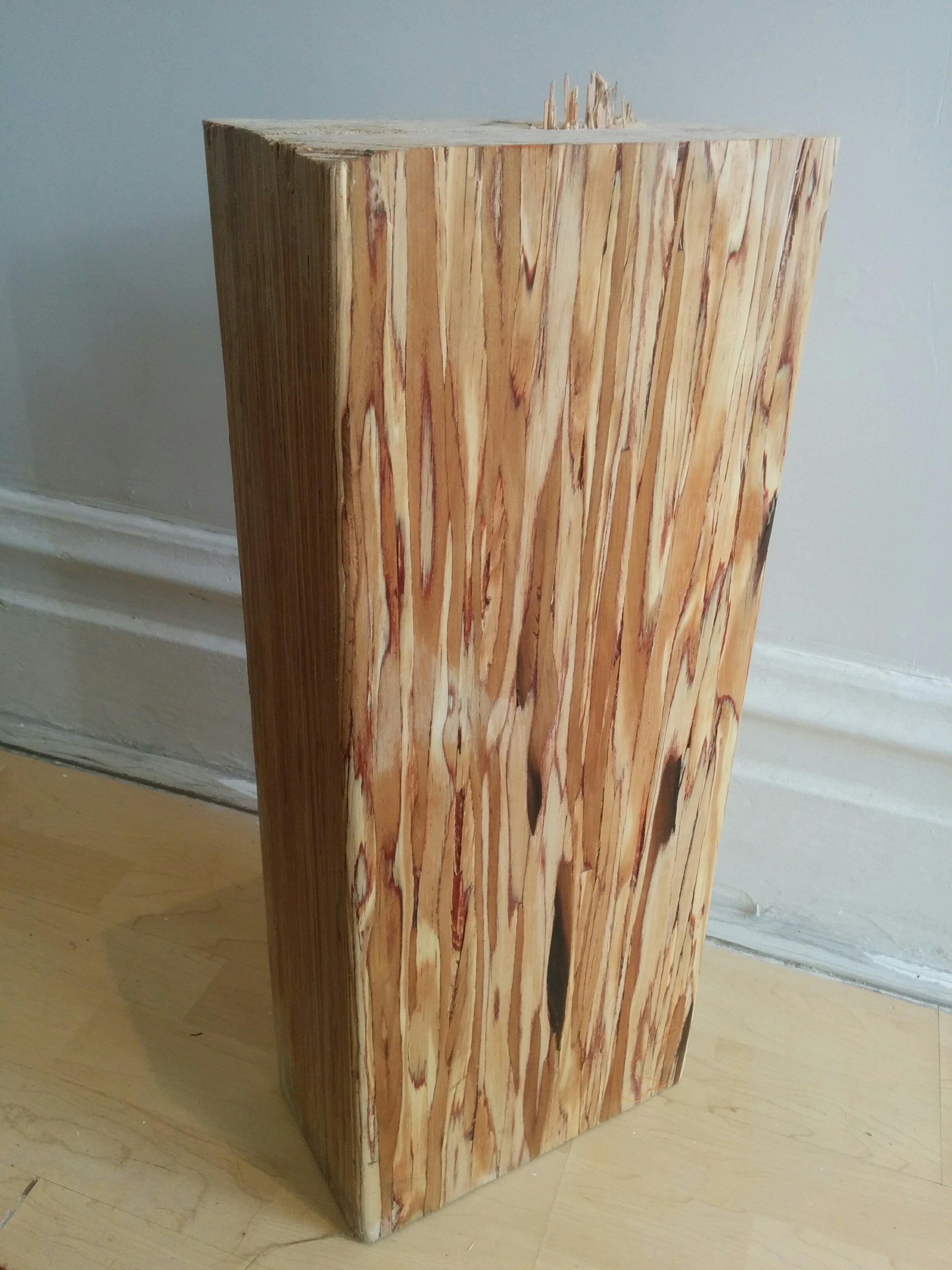
یک قطعه چوب تراشه موازی

چوب تراشته‌های موازی (PSL) شکلی از فرآورده های مهندسی شده چوبی است که از اتصال تراشه های چوبی به صورت موازی به یکدیگر و با استفاده از چسب تولید می‌شود. این محصول به عنوان تیر، ستون، قیدهای افقی، تیرچه و سایر کاربردها مورد استفاده قرار می‌گیرد. تراشه ها در چوب تراشه‌‌های موازی اجزای روکش بریده شده می باشد که حداقل ابعاد آنها ۴/۶ میلی‌متر و طول متوسط آنها حداقل ۳۰۰ برابر این ابعاد (حداقل ابعاد) است (حدود ۸/۱ متر). چوب تراشه‌های‌ موازی یکی از اعضای خانواده الوارهای مرکب ساختمانی از محصولات مهندسی شده چوبی هستند. 
مقاومتهای چوب تراشه‌‌های موازی بیشتر از الوار اره شده می باشد زیرا تراشه ها به صورت جهت دار و تحت فشار بالا به یکدیگر چسبانیده شده‌اند. این عمل باعث می‌شود که چوب تراشه‌‌های موازی به یک ماده بسیار متراکم تر و مقاوم تر تبدیل گردد. به علت اینکه گره‌ها و سایر معایب طبیعی چوب که به صورت تصادفی در سراسر محصول پراکنده می شود (و به وسیله چسب تقویت و پر می‌شود)، تغییرات مقاومت از یک قطعه به قطعه دیگر چوب تراشه‌های‌ موازی کمتر از تیرهای چوب ماسیو باشد. چوب تراشه‌های‌ موازی مقادیر بالاتری از مقاومت خمشی، کشش موازی الیاف و فشار موازی با الیاف در مقایسه با چوب ماسیو دارند. 
پارالم (Parallam) نام تجاری محصولی است که توسط MacMillan Bloedel (اکنون Weyerhaeuser) اختراع، توسعه، تجاری سازی و ثبت اختراع شده است. این تنها چوب تراشه‌‌های موازی در سطح جهان می‌باشد که به صورت تجاری تولید و به بازار ارائه می‌گردد. چوب تراشه‌های‌ موازی می‌تواند از هر گونه چوبی تولید گردد. اما دوگلاس‌فر، کاج جنوبی، هملاک غربی و صنوبر زرد به طور معمول به علت مقاومت بالایی که دارند، بیشتر مورد استفاده قرار گرفته است. 

چوب تراشه‌های‌ موازی به صورت الوارهای کوتاه با ابعاد 300× 300 میلی‌متر یا 460 × 300 میلی‌متر با سطح مقطع مستطیل شکل تولید می‌شود که پس از آن به طور معمول با ابعاد سطح مقطع مشابه برش داده می شوند. تیرها به طور پیوسته تولید می‌شود. بنابراین طول تیرها تنها به حداکثر طولی که می‌توان جا به جا و حمل و نقل کرد محدود می‌باشند. عرض های متداول چوب تراشه‌های‌ موازی ۸۹، ۱۳۳ یا ۱۷۸ میلی‌متر و ضخامت های متداول آنها ۲۴۰، ۳۰۰، ۳۶۰، ۴۱۰ و ۴۶۰ میلی‌متر می‌باشد. معمولا تیرها به حداکثر طول ۱۸ متر ساخته می‌شوند‌.

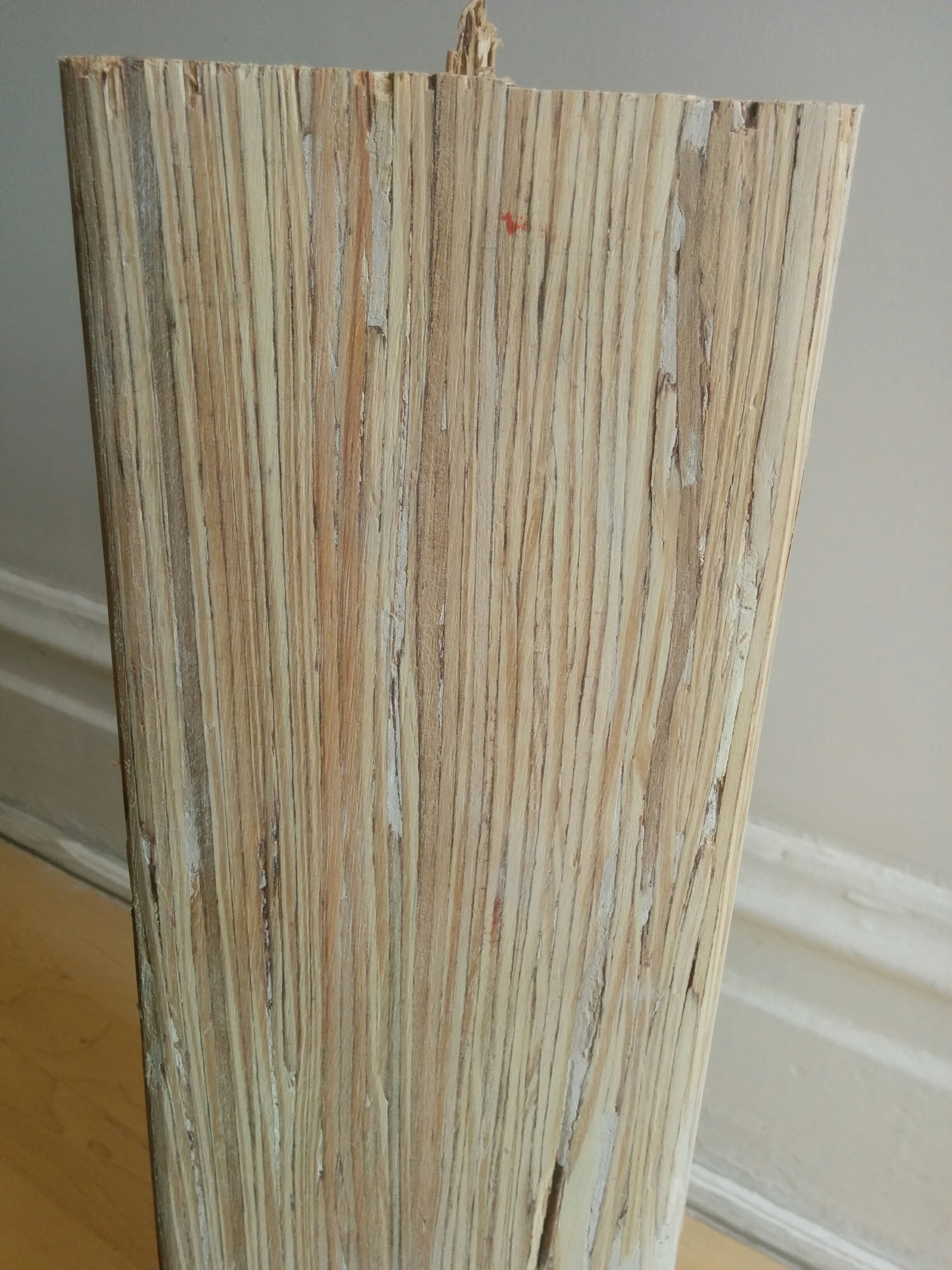
تراشه های چوب تراشه‌های موازی از نمای جانبی
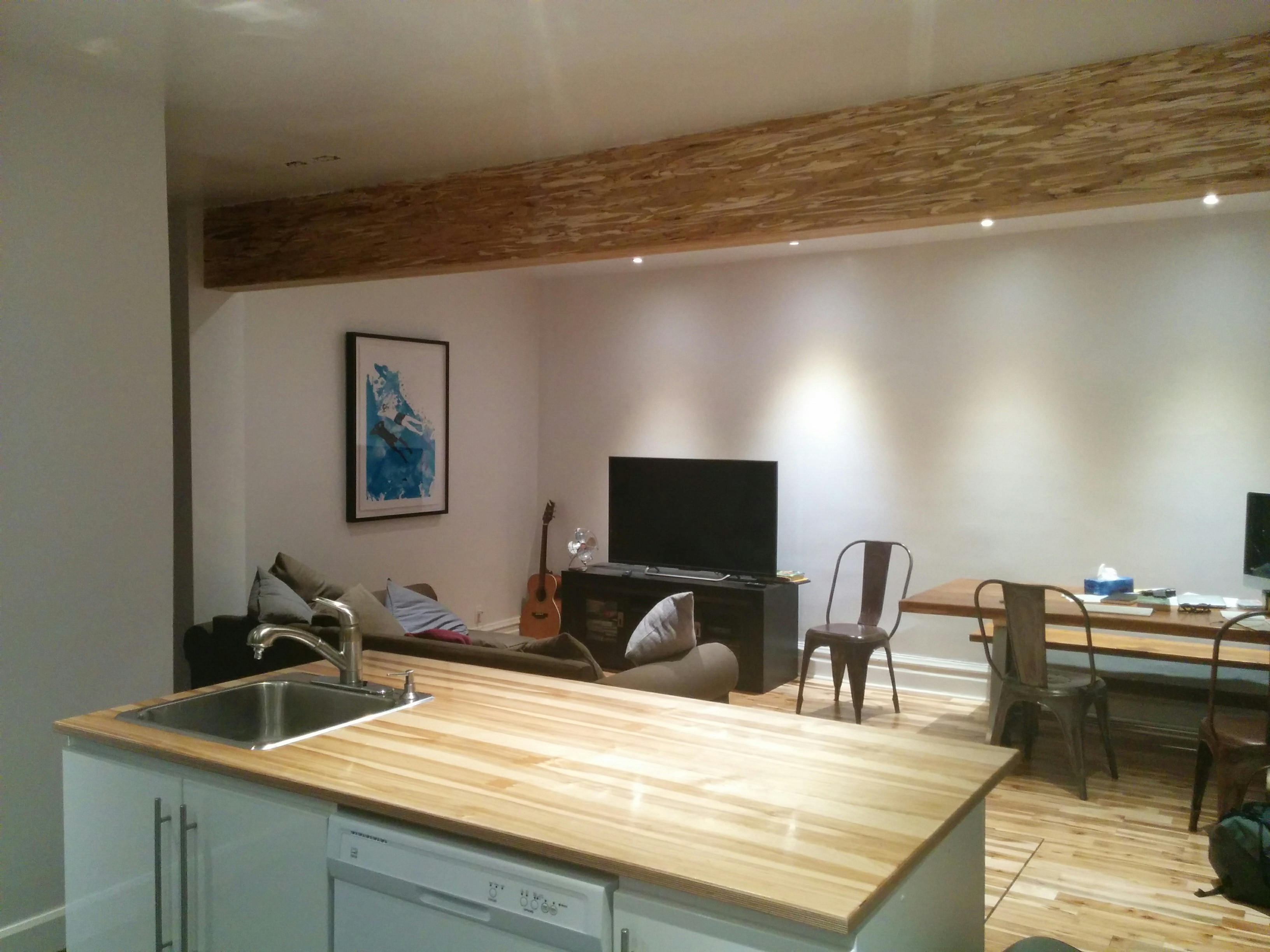
یک چوب تراشه‌های موازی نصب شده در یک آپارتمان
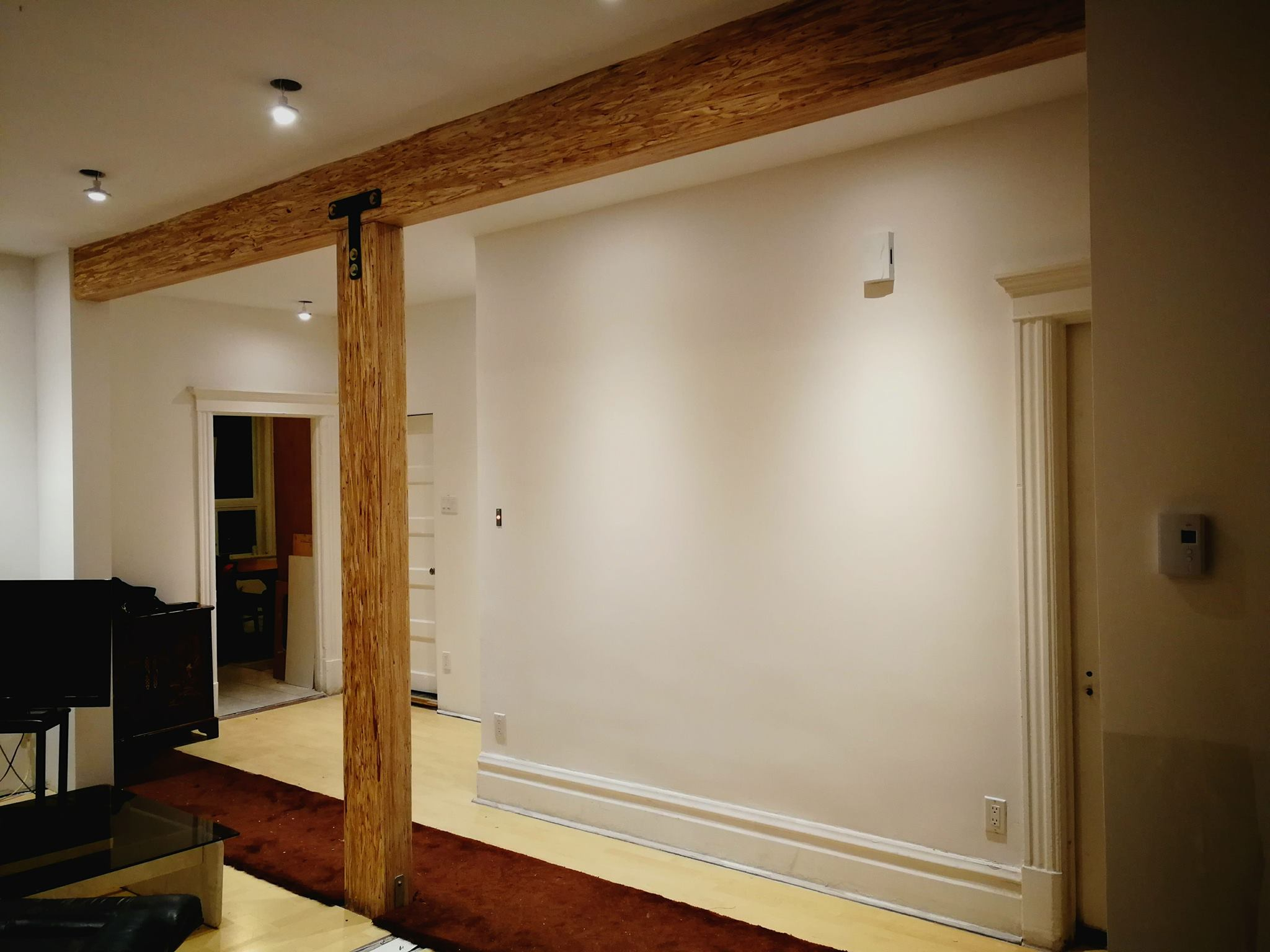
آپارتمانی با تیر و ستون از چوب تراشه‌های موازی